# Eremodynerus subnitens
Eremodynerus subnitens är en stekelart som först beskrevs av Mor.  Eremodynerus subnitens ingår i släktet Eremodynerus och familjen Eumenidae. Inga underarter finns listade i Catalogue of Life.